# Familie-orde van Pahang
De "KeBawah Duli Yang Maha Mulia Sultan dan Yang di-Pertuan Negara Pahang Dar ul-Makmur" oftewel "Koning en Prins van Pahang" Paduka Sri Baginda Sultan Haji Ahmad Shah al-Musta'in Billah ibni al-Marhum Sultan Sir Abu Bakar Riayat ud-din al-Mu'azzam Shah, stichtte vier ridderorden.
De oudste en hoogste van deze ridderorden is de "Zeer Verheven Koninklijke Familie-orde van Pahang" die in het Maleis "Darjah Kerabat Yang Maha Mulia Utama Kerabat di-Raja Pahang" genoemd wordt. De orde werd op 24 oktober 1977 ingesteld door Sultan Haji Ahmad Shah.geheten. Hij werd in 1930 geboren en werd in 1974 gekroond.
De orde heeft één enkele graad;
- Grootcommandeur

De grootcommandeurs of "Darjah Kerabat Pahang" dragen een gouden keten met daaraan de vijfpuntige ster van de orde.Op de linkerborst dragen zij de ster van de orde.Zij mogen de letters DKP achter hun naam dragen.
Men zou van een huisorde kunnen spreken maar de onderscheiding wordt behalve aan de koningsfamilie en andere vorstelijke personen ook aan hoge dienaren van de staat toegekend.

## De versierselen van de orde
De ster of "bintang", het islamitische land gebruikt geen kruisen, heeft vijf witte punten en daartussen is een gouden krans in geelgoud aangebracht. Het medaillon is van geelgoud, heeft geen ring en draagt het monogram van de stichter.
Als verhoging dient bij de keten een rijk bewerkt gouden juweel. Er zijn nog twaalf kleine en drie grote kostbaar uitgevoerde gouden schakels.
Het lint is geel met een lichter gele middenstreep, geflankeerd door lichter gele en gele strepen en een blauwe streep langs de randen.